# Vasque olympique de Paris
La vasque olympique de Paris ou plus officiellement la vasque des Jeux Olympiques et Paralympiques de Paris 2024 est une structure mise en place au jardin des Tuileries, à Paris, en France, dans le cadre du relais de la flamme olympique pour les Jeux olympiques d'été de 2024. Elle est composée d'une vasque métallique circulaire portée par un ballon. Sa flamme sans combustible, générée par une brumisation d'eau éclairée à l'électricité, fait le pourtour de la vasque. C'est aussi un hommage au premier vol en ballon gonflé à l’hydrogène réalisé en 1783 depuis le jardin des Tuileries. Dessinée par Mathieu Lehanneur, elle n'est dévoilée qu'à la cérémonie d'ouverture de l'événement.
La vasque olympique est opérationnelle sur ce lieu du 26 juillet au 14 septembre 2024, jour de la Parade des Champions français, une semaine après la clôture des Jeux paralympiques. Elle est présentée en statique du matin au soir et s'envole dès la tombée du jour.
À partir du 21 juin 2025, la « vasque Paris 2024 » est réinstallée temporairement à son emplacement initial dans le jardin des Tuileries, chaque été de la Fête de la Musique à la Fête nationale du Sport (14 septembre) et ce jusqu'aux Jeux olympiques d'été de 2028, sans être autorisée à refaire référence aux Jeux olympiques. 

## Histoire

### Conception
Le Comité d'organisation des Jeux olympiques et paralympiques d'été de 2024 (COJOP) choisit début mars 2023 Mathieu Lehanneur pour le design de la flamme et de la vasque olympiques : première fois qu'un seul artiste est en même temps chargé de ces deux éléments symboliques,. Alors que la torche est dévoilée le 25 juillet 2023, ni la structure, ni le lieu de la vasque « élaborée par les mêmes équipes », ne sont connus du public, leur communication étant prévue « quelques semaines après »,,. Le COJOP se réunit notamment au sujet de la vasque fin novembre 2023 avec Lehanneur, qui travaille dans son bureau-atelier La Factory à Ivry-sur-Seine. Finalement, en fin d'année, son dévoilement n'est envisagé que pour la cérémonie d'ouverture des Jeux olympiques d'été de 2024, Lehanneur gardant les indices cachés aux journalistes dans son atelier d'ici là,.
Son fonctionnement, sans énergie fossile, a été créé par l'entreprise EDF. Un projet qui trouve sa source dès les Jeux de Londres 2012 et des premiers travaux des équipes d’EDF Pulse Design et de la R&D du Groupe sur une flamme non fossile pour la torche et la vasque. C'est en 2022 que le Comité international olympique valide le principe de vasque électrique. La solution développée s’est révélée déterminante pour la faisabilité du « projet Ariane » imaginé par Mathieu Lehanneur. Le dispositif final repose sur un anneau-flamme de 7 mètres de diamètre, doté de 40 projecteurs LED, qui illuminent l’eau projetée par quelques 200 buses de brumisation haute pression.

### Choix du lieu
Le choix du lieu, gardé secret sous le nom de code « projet Ariane », se porte initialement par les organisateurs et la Mairie de Paris sur la Cour carrée au sein du palais du Louvre,. Alors que l'hypothèse de la tour Eiffel comme lieu de la vasque est parfois évoquée publiquement dès l'été 2023, le jardin des Tuileries est pressenti fin mars 2024 pour l'accueillir,. C'est ce dernier lieu, déjà choisi par Jacques Charles en 1783 pour le premier vol libre en ballon à gaz qui est retenu.

### Flamme olympique

#### Période Jeux olympiques

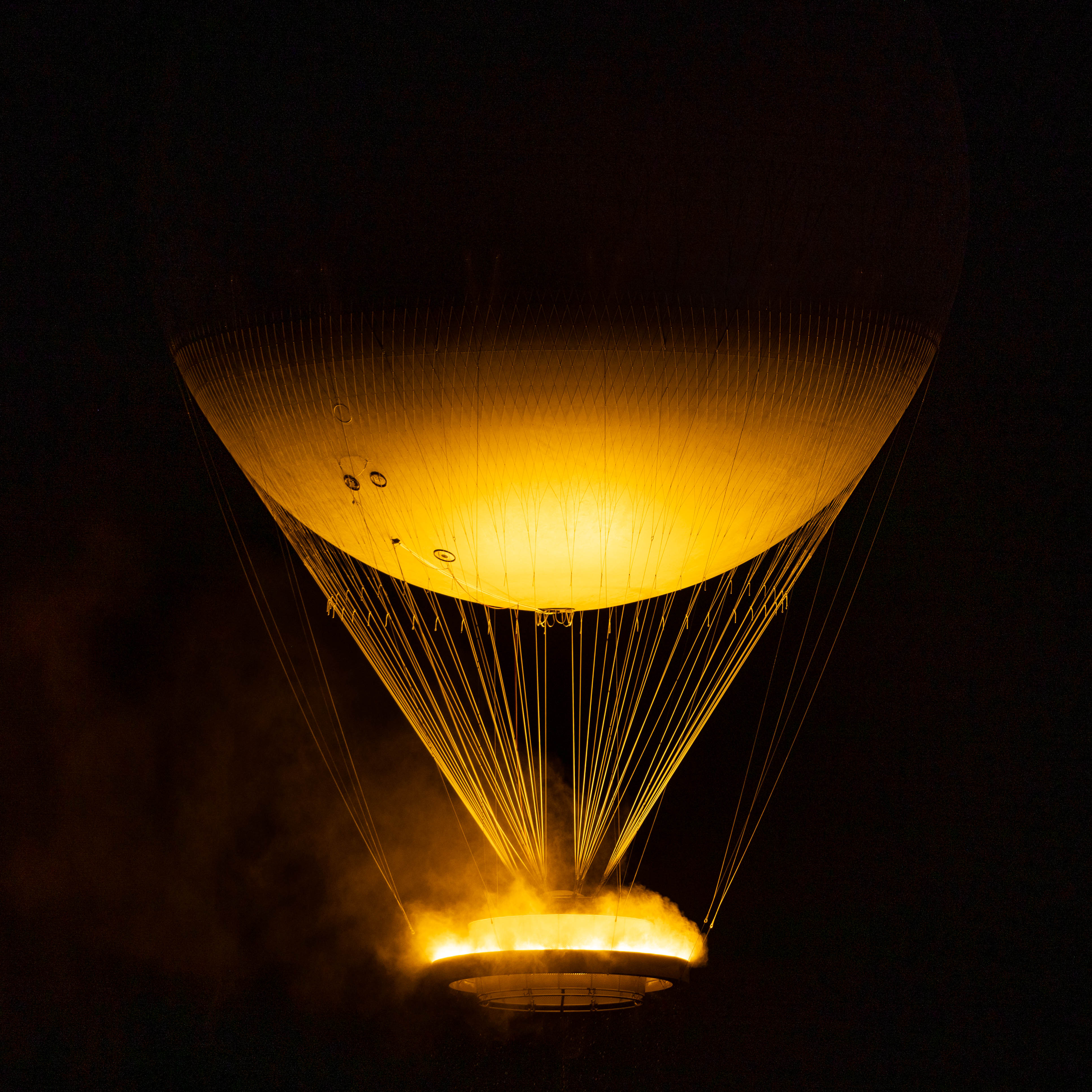
La vasque olympique de nuit.

Les derniers porteurs de la flamme ne sont révélés qu'à la cérémonie d'ouverture le 26 juillet 2024 : ce sont le judoka Teddy Riner et l'ex-athlète Marie-José Pérec (tous deux nés en Guadeloupe). Ils penchent ainsi leur flamme à 23 h 24 et « allument » l'anneau de feu géant simulé dans la vasque. Le ballon à gaz porteur s'élève alors vers le ciel, entraînant l'interprétation de l'Hymne à l'amour par la chanteuse Céline Dion.
Le 11 août, la cérémonie de clôture des Jeux olympiques commence par l'interprétation de Sous le ciel de Paris par Zaho de Sagazan au pied de la vasque. Celle-ci est ensuite éteinte alors que le nageur Léon Marchand s'empare d'une lanterne contenant la flamme olympique, qu'il finit par souffler arrivé au stade de France, et entouré de plusieurs champions.

#### Période Jeux paralympiques
La vasque accueille la flamme paralympique à partir du 28 août 2024 ; les derniers porteurs de la flamme sont Alexis Hanquinquant, Nantenin Keïta, Charles-Antoine Kouakou, Élodie Lorandi et Fabien Lamirault, tous porteurs d'un handicap différent.
La vasque s'éteint petit à petit le 8 septembre 2024 ; cela marque la fin des Jeux paralympiques.

### Exposition et attraction

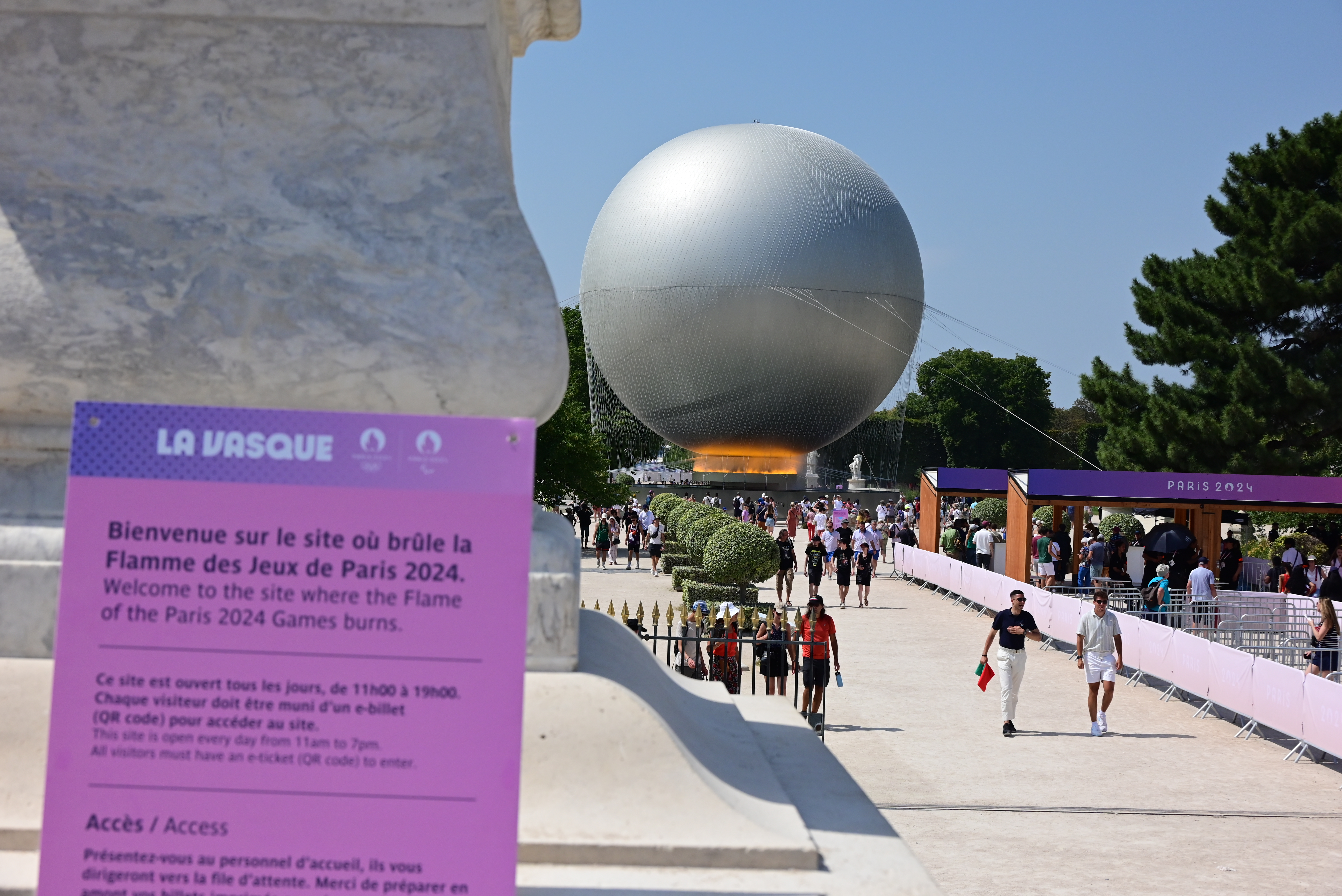
Site de la vasque de la flamme olympique 2024, jardin des Tuileries.

La vasque olympique s’élève dans les airs tous les jours après le coucher du soleil jusqu'à 2 h,. Cependant, « pour des raisons météorologiques défavorables », elle ne décolle pas le 30 juillet ; la faute en est un épisode orageux qui touche la région Île-de-France ce soir-là, avec « de forte précipitation, des rafales et des fortes grêles » selon Météo-France, ainsi que le 8 septembre, jour de la cérémonie de clôture des Jeux paralympiques.
Le 14 septembre 2024, elle est rallumée une dernière fois, mais aux couleurs tricolores, lors du concert de la Parade des Champions français.
Le public peut admirer gratuitement la vasque au sol de 11 h à 19 h, à condition de s'inscrire sur le site officiel, l'inscription permettant la réception d'un code QR. La visite dure 15 minutes. Ce sont chaque jour 10 000 personnes qui peuvent ainsi approcher la structure. Le Premier ministre démissionnaire, Gabriel Attal, se rend lui-même sur le lieu pour la visiter.

### Réutilisation post JO 2024
À la suite de la cérémonie d'ouverture des jeux olympiques, le concepteur de la vasque, Mathieu Lehanneur, demande le 28 juillet à ce que l'installation devienne permanente après la période olympique.

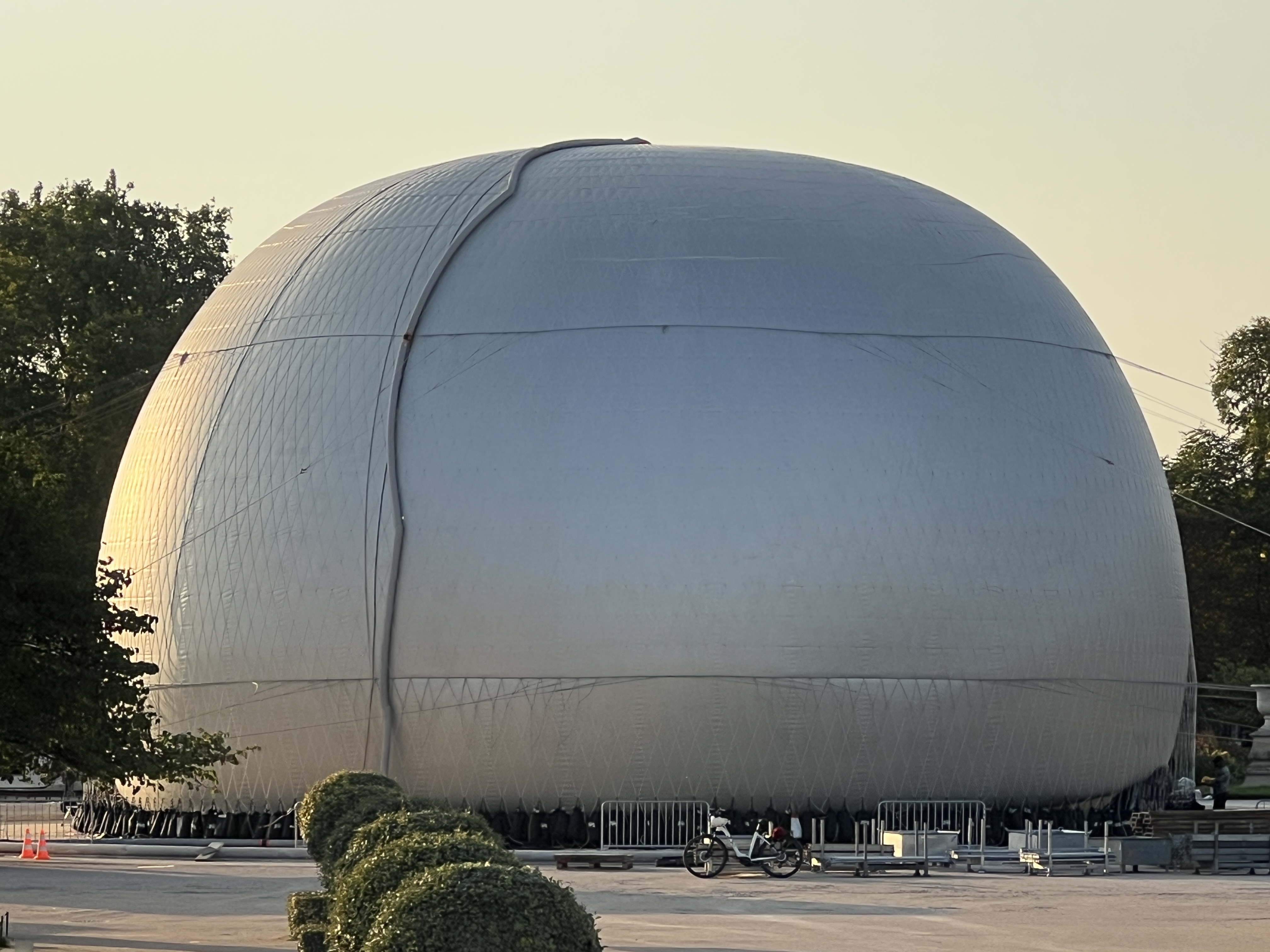
La vasque en phase de démontage.

Le démontage de l'installation commence le 15 septembre 2024 ; il faudra plusieurs jours car il est prévu de recycler l'hélium ayant servi à son gonflage.
À partir de juin 2025, la vasque est réinstallée temporairement à son emplacement initial dans le jardin des Tuileries, sans toutefois être autorisée à refaire référence aux jeux olympiques ; elle est renommée « vasque Paris 2024 ». Emmanuel Macron indique : « Elle reviendra chaque été, de la Fête de la musique à la Fête du sport, jusqu'aux Jeux de Los Angeles ».
Le 26 juillet 2025, à partir de 22 h 30, l'association Amnesty International France diffuse le message « Stop génocide à Gaza » en projection laser sur le ballon, en demandant à la France de « passer des mots à l'action ». Cette opération s'inscrit les allégations de génocide des Palestiniens et la prise de position dans le cadre du conflit israélo-palestinien.

## Structure
Il s’agit d’un grand ballon captif gonflé à l’hélium. La structure fait 30 mètres de haut avec un anneau-flamme de 7 mètres de diamètre. Le ballon est relié au sol par câble et son diamètre mesure 22 m. Durant son envol, il s'élève à 60 mètres du sol. L'illusion d'une flamme, suggérant le comportement d'une montgolfière, est créée à partir d'un aérosol d'eau et de faisceaux de lumière provenant de 40 projecteurs LED qui traversent un nuage de brume produit par 200 buses de brumisation haute pression. La technologie, conçue par EDF, est entièrement électrique et n'utilise pas de combustible fossile. Le ballon est quant à lui une référence certaine à la montgolfière, invention française. Il est conçu, fabriqué et exploité par la PME française Aerophile.

## Visibilité

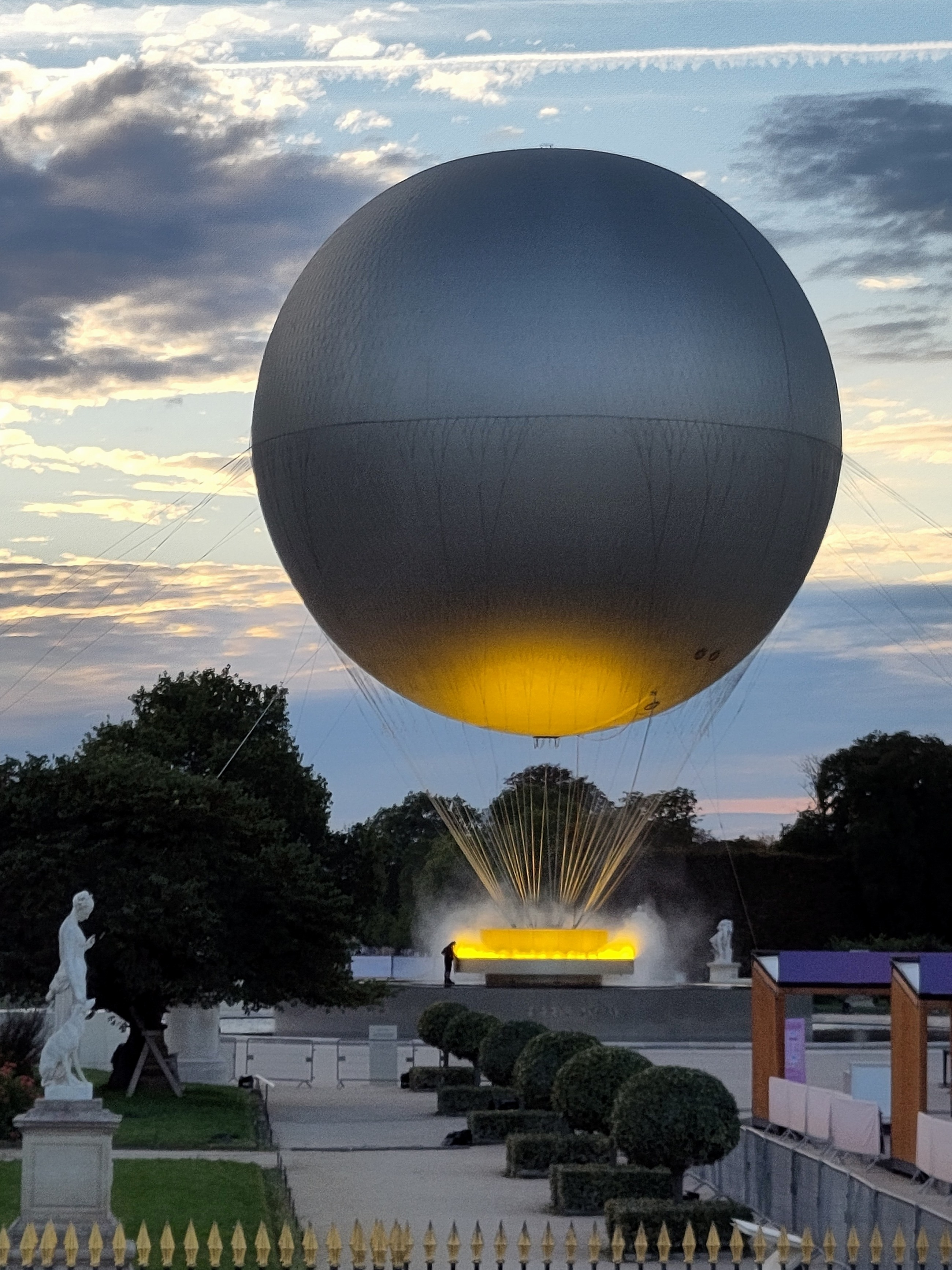
Vasque de la flamme olympique Paris 2024.

Alors que le périmètre autour de la vasque est inaccessible à la tombée de la nuit durant la période olympique et les visiteurs dans le jardin des Tuileries restent certes nombreux, d'autres se rendent à divers endroits aux environs ou en hauteur dans la capitale,.

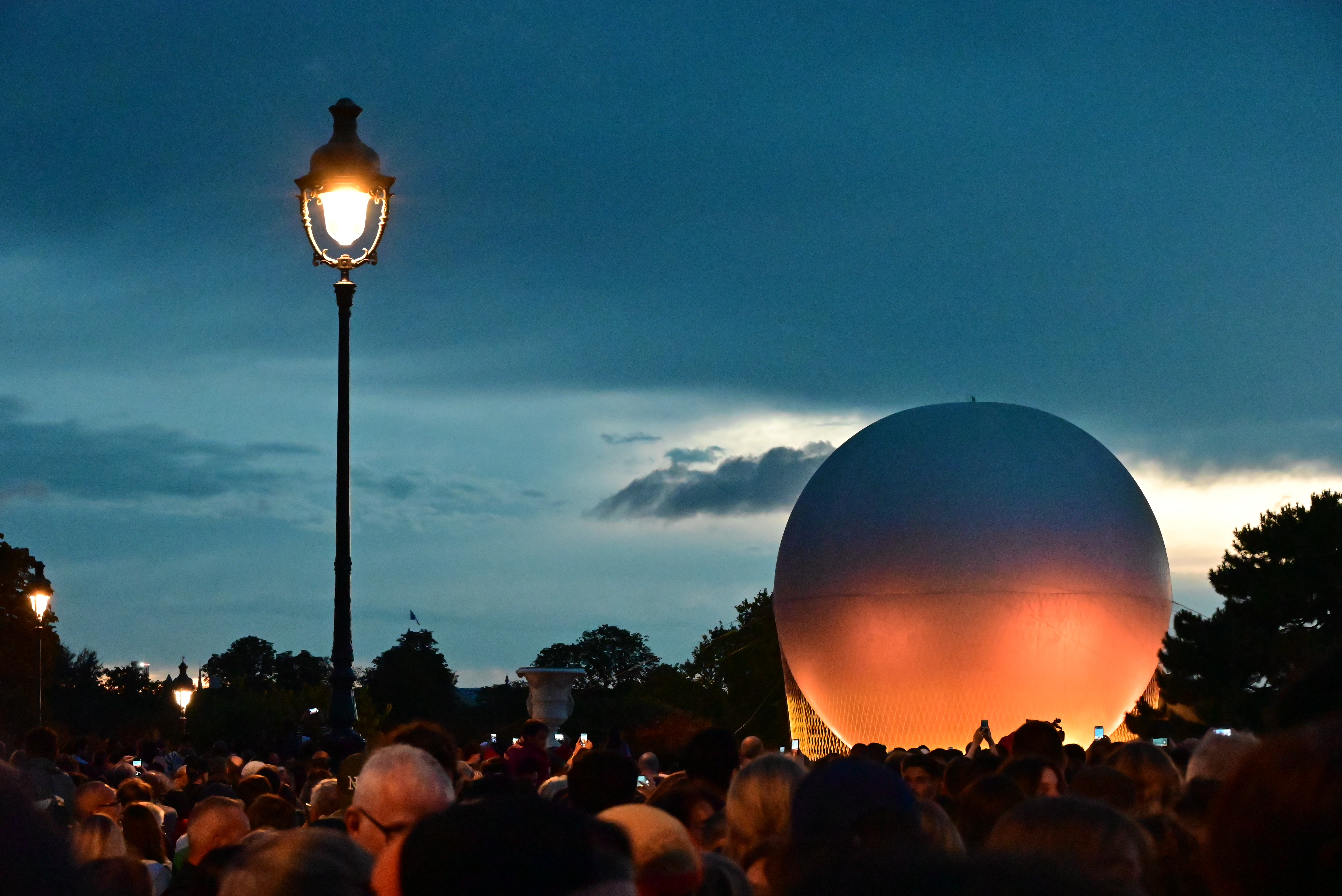
La Vasque olympique vue de nuit à Paris.

D'autres lieux permettent d'observer la vasque, notamment l'avenue des Champs-Élysées, entre le rond-point des Champs-Élysées-Marcel-Dassault et l'arc de triomphe de l'Étoile ce qui offre, selon la Mairie de Paris, « une belle perspective avec, comme point focal, les tribunes du site olympique place de la Concorde ».
D'autres endroits qui circulent sur les médias sociaux incluent le sommet de l'arc de triomphe de l'Étoile, la rue du Vingt-Neuf-Juillet et la place du Marché-Saint-Honoré. La Mairie du 20e arrondissement de Paris, sur sa page Facebook, propose, en outre, le belvédère Willy-Ronis dans le parc de Belleville.

## Commentaires des acteurs
(septembre 2024).

« L'allumage de la vasque, c'est toujours un moment fort aux Jeux, parce que c'est le signal de leur lancement. À Paris 2024, cela nous a une nouvelle fois beaucoup inspirés, et avec Mathieu Lehanneur, nous avons — encore — voulu pousser le concept plus loin. Avec une vasque volante, on a ainsi voulu rendre hommage à l'esprit d'audace, de créativité, d'innovation — et parfois de folie ! — de la France, au cœur de l'ADN de Paris 2024. Cette vasque, c'est aussi le symbole de notre slogan : « Ouvrons grand les Jeux ». Installée au cœur de la ville, dans le jardin des Tuileries, à proximité de la Seine pour la cérémonie d'ouverture des Jeux olympiques, ou encore du bas des Champs-Élysées et de la place de la Concorde pour celle des Jeux paralympiques, elle sera aussi mise à la disposition du public grâce à un système de billetterie gratuite. On a hâte de vous la faire découvrir ! »

— Tony Estanguet, président du Comité d'organisation des Jeux olympiques et paralympiques d'été de 2024

« Cette vasque absolument inédite incarne tout l'esprit que je voulais donner aux objets olympiques et paralympiques. Légère, magique et fédératrice, elle sera un phare dans la nuit et un soleil à portée de main en journée. Le feu qui y brûlera sera fait de lumière et d'eau comme une oasis de fraicheur au cœur de l'été. J'ai conçu la torche, le chaudron et la vasque comme trois chapitres d'une même histoire. La vasque en est l'épilogue et l'incarnation ultime. »

— Mathieu Lehanneur, artiste concepteur de la vasque

« Grâce à une innovation signée EDF, la vasque de Paris 2024 brille pour la première fois avec une flamme 100 % électrique. Cette “révolution électrique” a été rendue possible grâce au travail titanesque réalisé par nos équipes et le designer Mathieu Lehanneur. Leur créativité, leur force d'innovation a permis de concevoir une flamme sans combustion fossile, une flamme faite d'eau et de lumière. L'avenir est électrique et les équipes d'EDF sont fières d'avoir marqué l'histoire en contribuant à faire de Paris 2024 des Jeux plus sobres et plus responsables. »

— Luc Rémont, président-directeur général d'Électricité de France (EDF)

« Le jardin des Tuileries est un lieu grand ouvert sur la ville. Plus grand espace vert au coeur de Paris, il en est aussi, avec près de quatorze millions de visiteurs par an, le parc le plus fréquenté. La forme inédite que prend cette vasque résonne magnifiquement avec l'histoire du domaine national du Louvre, que les ballons marquent de leur empreinte depuis 1783 : un lieu d'innovation technologique, un lieu d'histoire et d'images et un lieu de spectacle populaire. »

— Laurence des Cars, présidente-directrice du musée du Louvre